# Donald Williams
Donald Edward Williams (Lafayette, 13 de fevereiro de 1942 – 23 de fevereiro de 2016) foi um astronauta norte-americano.
Williams participou de duas missões do ônibus espacial: em abril de 1985 foi piloto da missão STS-51-D do Discovery; em outubro de 1989, foi o comandante da STS-34, do Atlantis que colocou a sonda Galileo em órbita. Deixou a NASA em março de 1990.